# Sarawut Konglarp
Sarawut Konglarp (tiếng Thái: สราวุธ กองลาภ, sinh ngày 30 tháng 10 năm 1987), còn được biết với tên đơn giản Arm (tiếng Thái: อาร์ม), là một cầu thủ bóng đá người Thái Lan thi đấu ở vị trí thủ môn cho câu lạc bộ Giải bóng đá Ngoại hạng Thái Lan Suphanburi.